# Сант'Анђело (Асколи Пичено)
Сант'Анђело (итал. Sant'Angelo) насеље је у Италији у округу Асколи Пичено, региону Марке.
Према процени из 2011. у насељу је живело 91 становника. Насеље се налази на надморској висини од 84 м.